# Хав'єр Берасалусе
Хав'єр Берасалусе Маркігі (ісп. Javier Berasaluce Marquiegui, 4 січня 1931, Деба — 8 лютого 2022, Віторія-Гастейс) — іспанський футболіст, який грав на позиції воротаря, у тому числі за «Реал Мадрид» у другій половині 50-х років.

## Біографія
Хав'єр Берасалус у дитинстві здобув освіту у церковній школі Салезіанців у Деусто. Став займатися футболом у молодіжному складі «Реал Сосьєдада». Дорослу кар'єру він розпочав у «Алавесі», куди перейшов у віці 20 років.
У період з 1951 по 1955 він грав за «Алавес», після чого перейшов у столичний «Реал». Разом із клубом виграв п'ять Кубків європейських чемпіонів поспіль, проте основним воротарем команди на той період був Хуан Алонсо. В останні два сезони з клубом Берасалус не зіграв жодного матчу.
Пізніше воротар перейшов у «Расінг» (Сантандер), де в 1963 році завершив кар'єру футболіста.

## Досягнення
- Чемпіонат Іспанії:
  - Чемпіон (2): 1956/57, 1957/58
  - Віцечемпіон (2): 1958/59, 1959/60
- Кубок Іспанії:
  - Фіналіст (2): 1958, 1960
- Кубок європейських чемпіонів (5): 1955/56, 1956/57, 1957/58, 1958/59, 1959/60
- Малий клубний кубок миру (1): 1956
- Латинський кубок (2): 1955, 1957

## Особисте життя
Разом із дружиною Маргаритою Баджо виховав п'ятьох дітей. Помер 8 лютого 2022 року у віці 91 року.